# Cameron Randolph
Pour les articles homonymes, voir Randolph.
Cameron Randolph née le 24 novembre 1970 est une triathlète américaine championne du monde de Xterra Triathlon en 1997.

## Palmarès
Le tableau présente les résultats les plus significatifs (podium) obtenus sur le circuit international de triathlon depuis 1997.
| Année | Compétition                        | Pays       | Position      | Temps          |
| ----- | ---------------------------------- | ---------- | ------------- | -------------- |
| 1997  | Championnat du monde Xterra - Maui | États-Unis | Médaille d'or | 3 h 4 min 25 s |